# Prat d'indianes
Un prat d'indianes era un camp situat prop de les fàbriques d'indianes, teixits de cotó estampats per una sola cara, que rebien aquest nom per l'estil dels estampats que imitaven els que procedien de l'Índia. En aquests camps s'hi bullia i s'hi blanquejaven i assecaven els teixits. El procés de blanqueig era llarg, complex i requeria molt d'espai, ja que les teles eren humitejades i esteses al sol en un prat regat per petits canals. Una vegada tenyida, la roba es posava a eixugar als prats, els quals adquirien el color de la roba. Calia que hi hagués prou herba perquè el teixit no s'embrutés. Com que les peces estaven diversos dies esteses, el terreny havia de ser molt espaiós.
En els segles xviii i xix n'hi va haver molts als voltants de la ciutat de Barcelona, especialment a Sant Martí de Provençals i entre els carrers de Sant Pau i de la Cera (l'antiga horta superior del monestir de Sant Pau del Camp), així com en terrenys del marge dret del riu Besòs, a Sant Adrià de Besòs. El 1784 hi havia més de 80 fàbriques d'indianes a Barcelona, amb 2000 telers i 9000 treballadors. Segons un cens de 1851, a la zona ocupada per l'actual barri de La Marina del Prat Vermell hi havia sis prats d'indianes, entre ells el Prat Vermell.
Amb la Guerra Gran (1793-1795), la Guerra del Francès (1808-1814) i la pèrdua de les colònies americanes, les fàbriques d'indianes iniciaren la decadència i foren progressivament superades per les fàbriques de filats i teixits. A partir de 1860, els prats entraren en crisis i acabaren transformant-se en fàbriques. Un exemple és L'Espanya Industrial, fàbrica cotonera edificada per la família Muntadas en el límit entre els municipis de Sants i Barcelona, al barri d'Hostafrancs, en l'indret conegut com l'Olivera Rodona, on la família posseïa un prat d'indianes.